# Martin Trettau

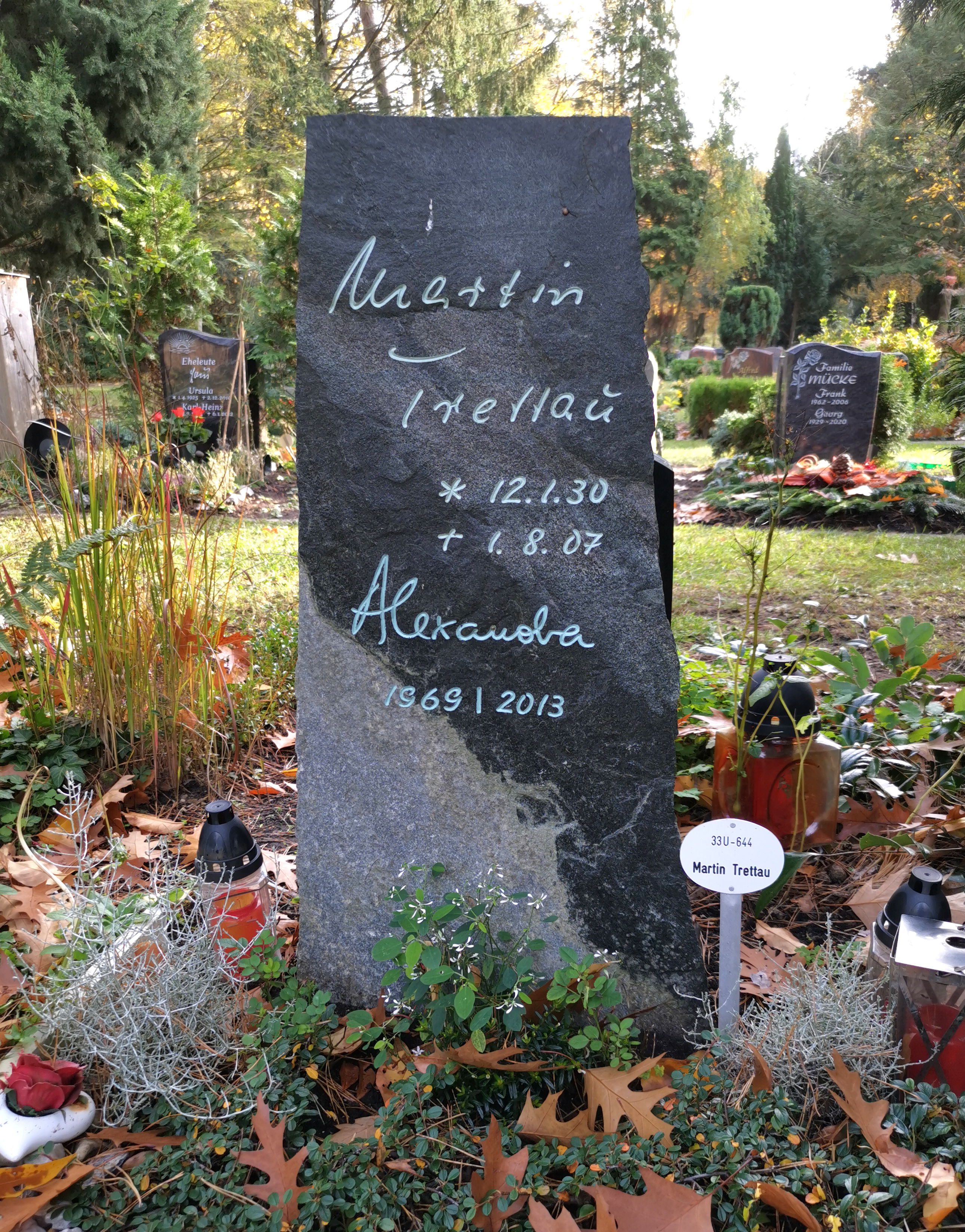
Grabstätte auf dem Friedhof Pankow III, Feld 33 U-644

Martin Trettau (* 12. Januar 1930 in Brieg; † 1. August 2007 in Berlin) war ein deutscher Schauspieler.

## Leben
Martin Trettau kam nach dem Zweiten Weltkrieg mit 15 Jahren, als Sohn einer alleinerziehenden Mutter mit zwei Kindern, nach der Vertreibung aus Schlesien nach Wittenberg. Nach dreijähriger Tätigkeit auf einem Bauernhof setzte er sich noch einmal auf die Schulbank und machte mit 21 Jahren sein Abitur. Bereits in dieser Zeit wirkte er an seiner Oberschule in einer Laienspielgruppe mit. Der Direktor entdeckte sein Talent und schickte ihn zur Schauspielschule nach Weimar, die ihn allerdings ablehnte. In Leipzig wurde er aber mit dem gleichen Programm angenommen.
Nach seinem Schauspielstudium in Leipzig von 1951 bis 1954 folgten Engagements an Bühnen in Lutherstadt Wittenberg, Burgstädt, Borna, Eisenach, Cottbus und Halle. Ab 1972 arbeitete er am Deutschen Theater in Ost-Berlin. Daneben seit Ende der 1960er-Jahre auch umfangreiche Film- und Fernsehtätigkeiten für die DEFA und das DDR-Fernsehen. Trettau wirkte als Schauspieler vor der Kamera von 1968 bis 1997 in über 70 Film-und-Fernsehproduktionen mit. Nach der Wende gingen die Rollenangebote zurück. Dennoch hatte Trettau gelegentliche Auftritte in Fernsehserien, wie beispielsweise in Wie gut, daß es Maria gibt. Trettau war auch gelegentlich als Synchronsprecher tätig.
Trettau lebte in Berlin. Er war verheiratet und hatte eine Tochter und einen Sohn. Er starb am 1. August 2007 im Alter von 77 Jahren. Seine Grabstätte befindet sich auf dem Friedhof Pankow III.

## Filmografie (Auswahl)
- 1968: Ich war neunzehn
- 1970: Im Spannungsfeld
- 1970: Aus unserer Zeit
- 1971: Verspielte Heimat
- 1972: Reife Kirschen
- 1972: Trotz alledem!
- 1973: Die sieben Affären der Doña Juanita (TV-Vierteiler)
- 1974: Aber Vati! (TV-Vierteiler)
- 1974: Die eigene Haut
- 1974: Die Frauen der Wardins
- 1974: Der Untergang der Emma
- 1974: Der nackte Mann auf dem Sportplatz
- 1974: Liebe mit 16
- 1974: Johannes Kepler
- 1975: Mein lieber Mann und ich
- 1975: Mein blauer Vogel fliegt
- 1975: Steckbrief eines Unerwünschten
- 1977: Ernst Schneller
- 1977: Mama, ich lebe
- 1977: Polizeiruf 110: Alibi für eine Nacht (TV-Reihe)
- 1977: Das Versteck
- 1978: Jugendweihe
- 1978: Jörg Ratgeb, Maler
- 1979: P.S.
- 1979: Einfach Blumen aufs Dach
- 1980: Meines Vaters Straßenbahn (TV-Zweiteiler)
- 1981: Das große Abenteuer des Kaspar Schmeck (Fernsehserie)
- 1981: Als Unku Edes Freundin war
- 1981: Furcht und Elend des Dritten Reiches
- 1982: Bahnwärter Thiel
- 1982: Die Gerechten von Kummerow
- 1982: Sabine Kleist, 7 Jahre…
- 1983: Verzeihung, sehen Sie Fußball?
- 1983: Es geht einer vor die Hunde
- 1983: Pianke
- 1984: Der Lude
- 1985: Besuch bei van Gogh
- 1985: Die Gänse von Bützow
- 1987: Die Alleinseglerin
- 1987: Wallenstein (Theateraufzeichnung)
- 1987: Polizeiruf 110: Abschiedslied für Linda
- 1988: Jeder träumt von einem Pferd
- 1989: Polizeiruf 110: Der Wahrheit verpflichtet
- 1989: Die ehrbaren Fünf
- 1990: Sehnsucht
- 1990: Wie gut, daß es Maria gibt (Fernsehserie)
- 1991: Ostkreuz
- 1991: Farßmann oder Zu Fuß in die Sackgasse
- 1993: Zwei Münchner in Hamburg (Fernsehserie, 2 Folgen)
- 1994–1997: Anna Maria – Eine Frau geht ihren Weg (Fernsehserie, 14 Folgen)

## Theater
- 1958: Kanut Schäfer: Die Brüder Seebald – Regie: Richard Rückert (Theater der Wartburgstadt Eisenach)
- 1967: Maxim Gorki: Die Kleinbürger – Regie: Horst Schönemann (Landestheater Halle/Saale)
- 1968: Hermann Kant: Die Aula (Jakob Filter)  – Regie: Horst Schönemann (Landestheater Halle/Saale)
- 1969: Armin Stolper: Zeitgenossen – Regie: Christoph Schroth (Landestheater Halle/Saale)
- 1970: Wladimir Bill-Belozerkowski: Sturm (Parteivorsitzender des Kreises) – Regie: Christoph Schroth (Landestheater Halle/Saale)
- 1971: Erik Neutsch: Haut oder Hemd (Parteiarbeiter Georg Stiller) – Regie: Ulrich Thein (Landestheater Halle/Saale)
- 1972: Maxim Gorki: Nachtasyl (Satin) – Regie: Horst Schönemann (Landestheater Halle/Saale)
- 1972: William Shakespeare: Othello – Regie: Manfred Karge/Matthias Langhoff (Volksbühne Berlin)
- 1973: Nikolai Haitow: Wege (Wegebauer und Schäfer) – Regie: Uwe-Detlef Jessen (Deutsches Theater Berlin – Kammerspiele)
- 1974: Wiktor Rosow: Vom Abend bis zum Mittag (Grusdjew) – Regie: Christoph Schroth (Deutsches Theater Berlin – Kammerspiele)
- 1974: Maxim Gorki: Die falsche Münze (Testamentsvollstrecker) – Regie: Ulrich Engelmann (Deutsches Theater Berlin – Kammerspiele)
- 1975: Juhan Smuul: Das Gänseinselbegräbnis und die Hoheitsgewässer von Muhu – Regie: Hans Bunge (Deutsches Theater Berlin – Kleine Komödie)
- 1975: Peter Hacks: Adam und Eva (Gabriel)  – Regie: Wolfgang Heinz (Deutsches Theater)
- 1976: Arnold Wesker: Tag für Tag (Vater) – Regie: Horst Schönemann (Deutsches Theater Berlin – Kammerspiele)
- 1977: Gerhart Hauptmann: Die Ratten – Regie: Klaus Piontek (Deutsches Theater Berlin – Kammerspiele)
- 1977: Arnold Wesker: Tag für Tag – Regie: Horst Schönemann (Deutsches Theater Berlin – Kammerspiele)
- 1977: Wladimir Tendrjakow: Die Nacht nach der Abschlußfeier (Lehrer) – Regie: Horst Schönemann (Deutsches Theater Berlin – Rangfoyer)
- 1977: Maxim Gorki: Kinder der Sonne – Regie: Wolfgang Heinz (Deutsches Theater Berlin)
- 1978: Alexander Wampilow: Letzten Sommer in Tschulimsk (Jeremejew) – Regie: Horst Schönemann (Deutsches Theater Berlin – Kammerspiele)
- 1980: Friedrich Schiller: Maria Stuart (Ritter Paulet) – Regie: Thomas Langhoff (Deutsches Theater Berlin)
- 1980: Anton Tschechow: Die Möwe (Lehrer) – Regie: Wolfgang Heinz (Deutsches Theater Berlin)
- 1980: Albert Wendt: Der Fahrer und die Köchin (Fahrer) – Regie: Günter Falkenau (Deutsches Theater Berlin – Kleine Komödie)
- 1983: Adolf Glaßbrenner: Ein Heiratsantrag in der Niederwallstraße oder Der preußische Kinderfreund – Regie: Günter Falkenau (Deutsches Theater Berlin im Filmtheater am Friedrichshain)
- 1984: Friedrich Schiller: Wallenstein (Seni) – Regie: Friedo Solter (Deutsches Theater Berlin)
- 1984: Heinar Kipphardt: Bruder Eichmann (Verteidiger Servatius) – Regie: Alexander Stillmark (Deutsches Theater Berlin)
- 1984: Oscar Wilde: Bunbury (Kanonikus) – Regie: Klaus Piontek (Deutsches Theater Berlin – Kammerspiele)
- 1985: Johannes R. Becher: Winterschlacht (russischer Fürst) – Regie: Alexander Lang (Deutsches Theater Berlin)
- 1986: Hermann Sudermann: Der Sturmgeselle Sokrates (Boretius) – Regie: Thomas Langhoff (Deutsches Theater Berlin – Kammerspiele)
- 1988: Heiner Müller: Der Lohndrücker (Lerka) – Regie: Heiner Müller (Deutsches Theater Berlin)

## Hörspiele
- 1974: Wolfgang Müller: Die Spur des Helfried Pappelmann (Lehrer) – Regie: Wolfgang Schonendorf (Hörspiel – Rundfunk der DDR)
- 1974: Herbert Fischer: Autofahrt (Zugführer) – Regie: Fritz Göhler (Hörspiel – Rundfunk der DDR)
- 1975: Lothar Kleine: Michael Gaismair oder Neun Sätze aus der Heiligen Schrift – Regie: Werner Grunow (Hörspiel – Rundfunk der DDR)
- 1979: Leonid Solowjow: Nasreddin in Buchara (Jussup, Schmied) – Regie: Dieter Scharfenberg (Kinderhörspiel – Litera)
- 1981: Theodor Storm: Das Puppenspiel (nach der Vorlage Pole Poppenspäler) – Regie: Norbert Speer (Kinderhörspiel – Rundfunk der DDR)
- 1985: Volksbuch: Till Eulenspiegels mehrsteils wohlige Nacht in der Herberg zu Kneiteln (Alter Bauer) – Regie: Andreas Scheinert, Jürgen Schmidt (Hörspiel – Litera)
- 1986: Wilhelm Hauff: Das kalte Herz (Holzhauer) – Regie: Rainer Schwarz (Kinderhörspiel – Litera)
- 1990: Valerie Radtke: Mein großer Brief – Regie: Horst Liepach (Hörspiel – Funkhaus Berlin)
- 1997: Holger Siemann: Mein Leben als Toter (Großvater) – Regie: Christa Kowalski (Hörspiel – DW)